# クロスリー・フィールド
クロスリー・フィールド（Crosley Field）はアメリカのオハイオ州シンシナティにかつて存在した野球場。MLBシンシナティ・レッズが開場以来60年近くのあいだ本拠地にしていた。
1912年にレッドランド・フィールド（Redland Field）という名称でオープン。1929年に起きた世界恐慌の影響で球団を経営する余裕がなくなったオーナーのシドニー・ウェイルが1934年、実業家のパウエル・クロスリー・ジュニアに45万ドルで球団を売却。同年、新オーナーの名をとって球場名が「クロスリー・フィールド」に変更された。

## フィールドの特徴
- テラス：左翼手の定位置やや後ろ付近からフェンスにかけてが急な上り坂になっている。1937年の大洪水で球場が21フィート（約6.4メートル）の高さまで水没した際に流れ込んだ土砂がそのまま残ったもの。フィールドを整備する際に平らにせず、球場の名物としてそのまま残した。

## 主要な出来事
- 1912年4月11日、カブス戦で開場（レッズ 10 - 6 カブス）。
- 1935年5月24日、大リーグ史上初のナイター開催（レッズ 2 - 1 フィリーズ）。球場の照明スイッチはフランクリン・ルーズベルト大統領がホワイトハウスで入れた。
- 1938年6月11日、ジョニー・ヴァンダー・ミーアがブレーブス戦でノーヒットノーランを達成（レッズ 3 - 0 ブレーブス）。バンダミーアは4日後にエベッツ・フィールドで2試合連続ノーヒットノーランという大リーグ史上唯一の記録を達成する。
- 1938年7月6日、オールスターゲーム開催（ナ 4 - 1 ア）。
- 1944年6月10日、ジョー・ナックスホールがカージナルス戦で、15歳10ヶ月で大リーグデビュー。これは今でも大リーグ史上最年少記録である。
- 1953年7月14日、オールスターゲーム開催（ナ 5 - 1 ア）。
- 1966年8月21日、ビートルズが野外コンサートを開催。
- 1970年5月17日、ブレーブスのハンク・アーロンが通算3000安打を達成した。
- ワールドシリーズ開催：1919年、1939年、1940年、1961年
- 1970年6月24日、ジャイアンツ戦で閉場（レッズ 5 - 4 ジャイアンツ）。